# Forte di Vieux-Canton
Il forte di Vieux-Canton è un forte francese situato nel comune di Villey-Saint-Étienne, presso Toul in Lorena. 
Costruito tra il 1906 e il 1909 è stato tra gli ultimi forti francesi costruito nel periodo precedente alla prima guerra mondiale.

## Descrizione del forte
Esso rappresenta lo schema tipo del forte francese nel 1914. Interamente di cemento armato e senza parti di pietra che avevano dimostrato la tendenza a ridursi in schegge micidiali sotto il tiro dei moderni proiettili, con l'artiglieria completamente racchiusa in torretta, è la forma più avanzata di fortificazione elaborata dalla scuola dell'epoca. Situato su di un crinale già occupato da opere difensive, rappresenta il fulcro del settore di Toul. L'opera ha forma trapezoidale con il fossato difeso da due casematte singole e da una doppia situate nei muri di controscarpa.
Esse sono collegate al forte da passaggi sotterranei sotto ai fossati. Gli spalti sono fortemente inclinati in modo da non offrire alcun bersaglio al fuoco nemico. La parte superiore del forte è estremamente semplificata e un semplice parapetto disegna un riparo per la fanteria intorno ad un massiccio blocco centrale costituito dalle caserme.
L'armamento del forte era costituito da due torrette per cannoni da 75 mm. poste in modo tale per coprire il terreno verso i forti vicini mentre il progetto per aggiungere due torrette per cannoni da 155 mm. non fu mai realizzato. Tre torrette per osservatori assicuravano il controllo del campo di fuoco. 
Per sventare eventuali attacchi della fanteria leggera, due torrette per mitragliatrici erano disposte in modo da coprire l'area circostante. Il forte è in discrete condizioni e visitabile su richiesta.

## Galleria d'immagini

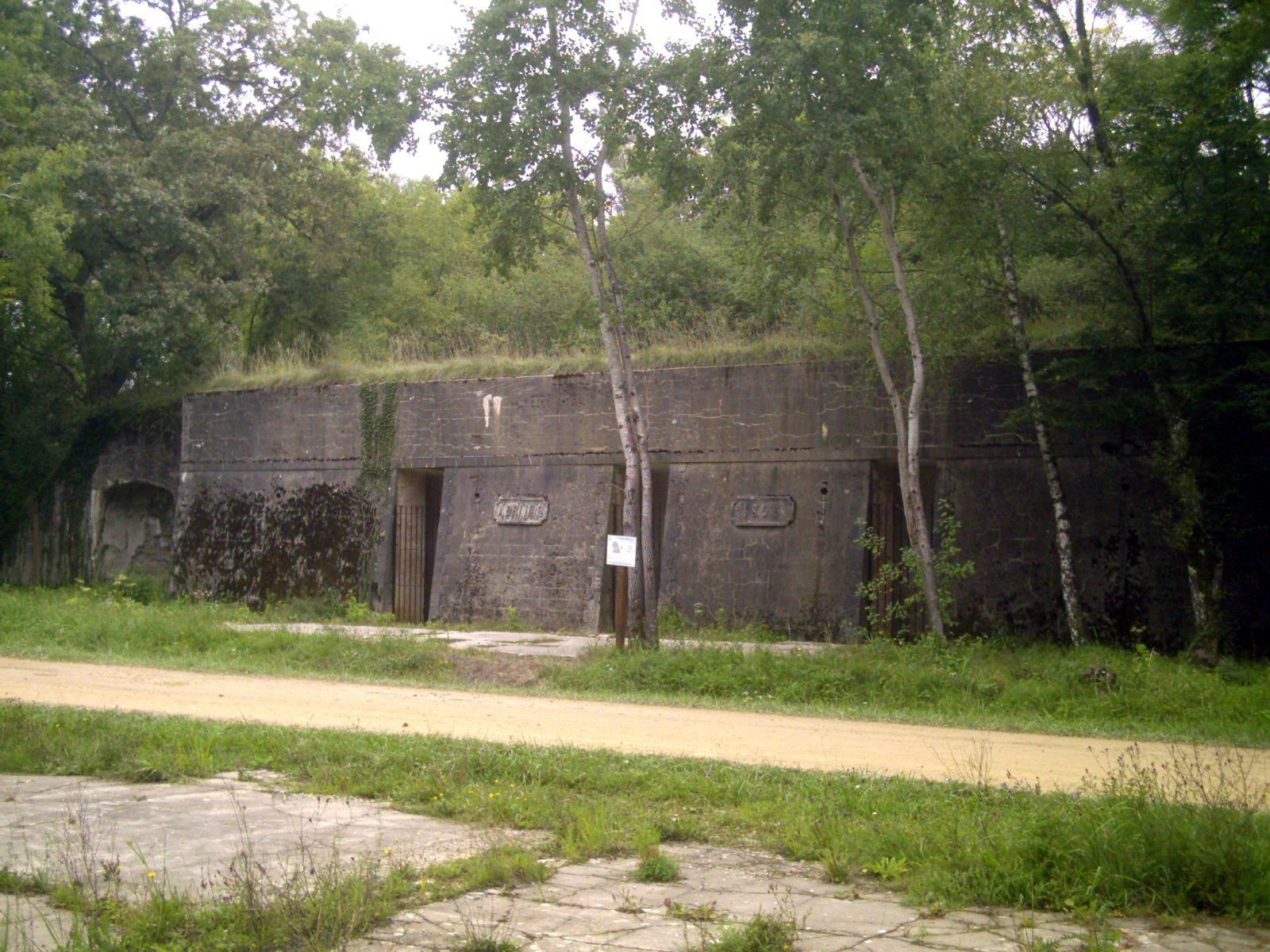
Vista parziale dell'"Abri de combat n° 2" opera esterna a circa 200 m. dal forte
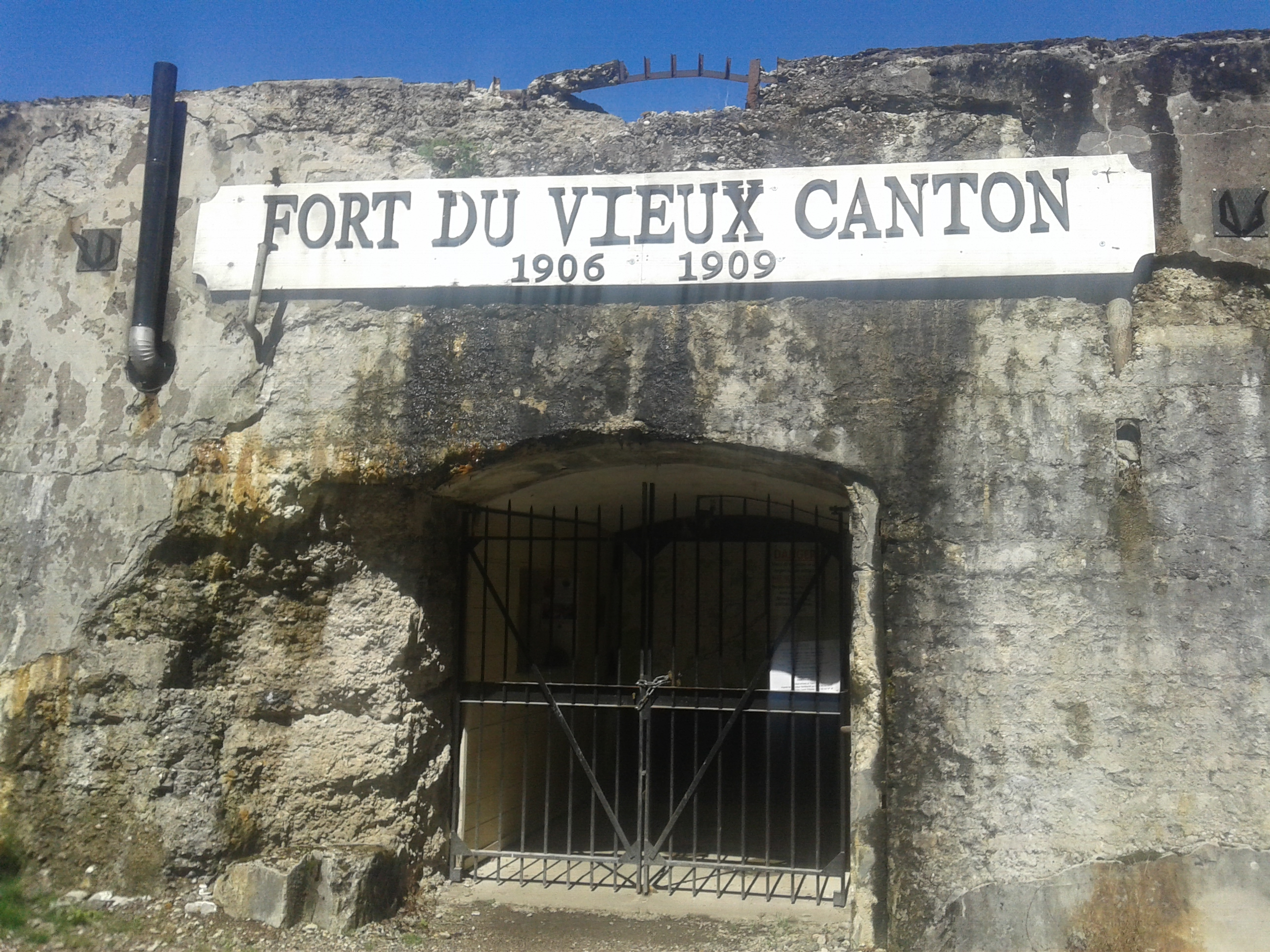
L'entrata del forte
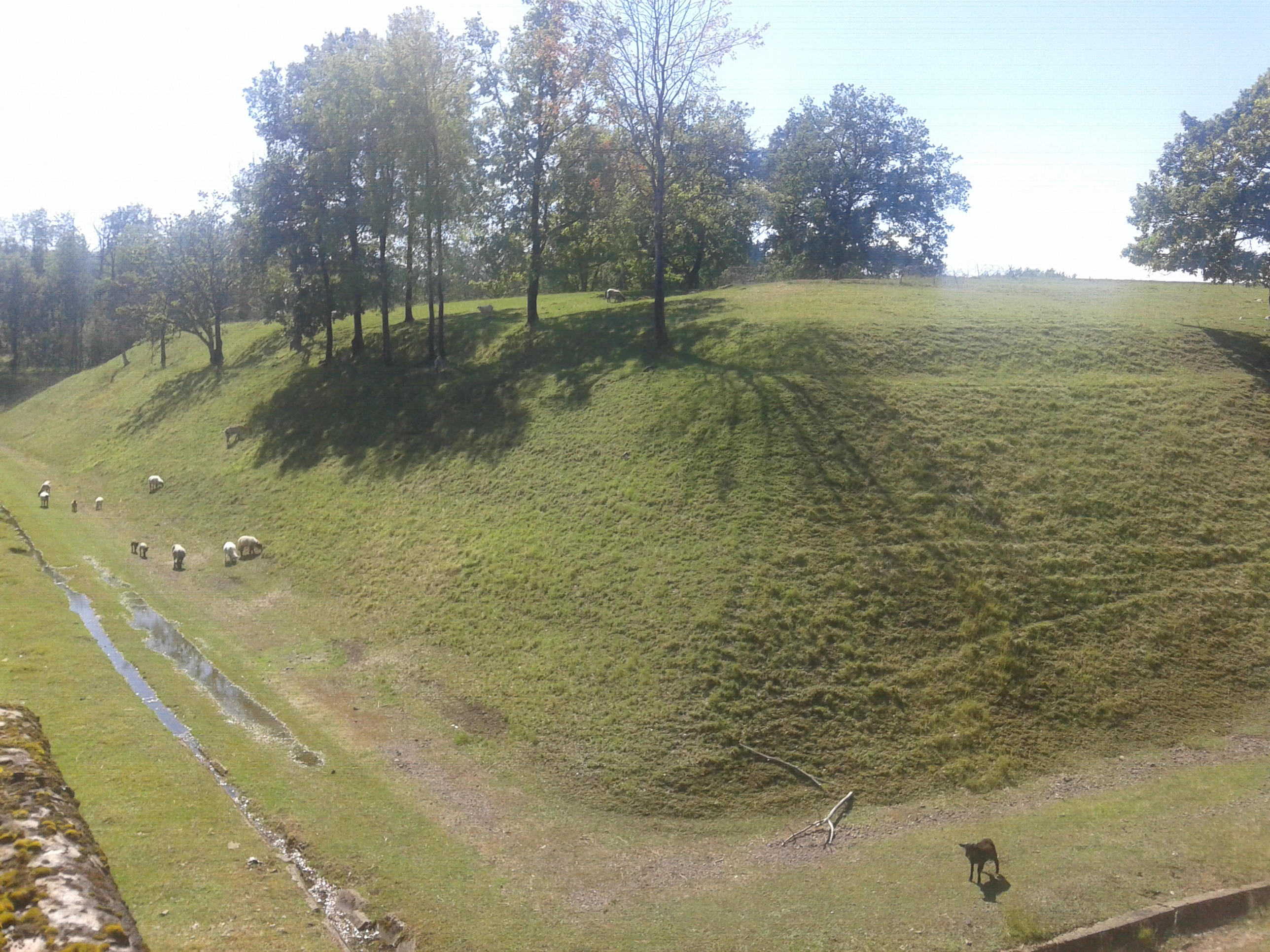
Vista parziale del forte
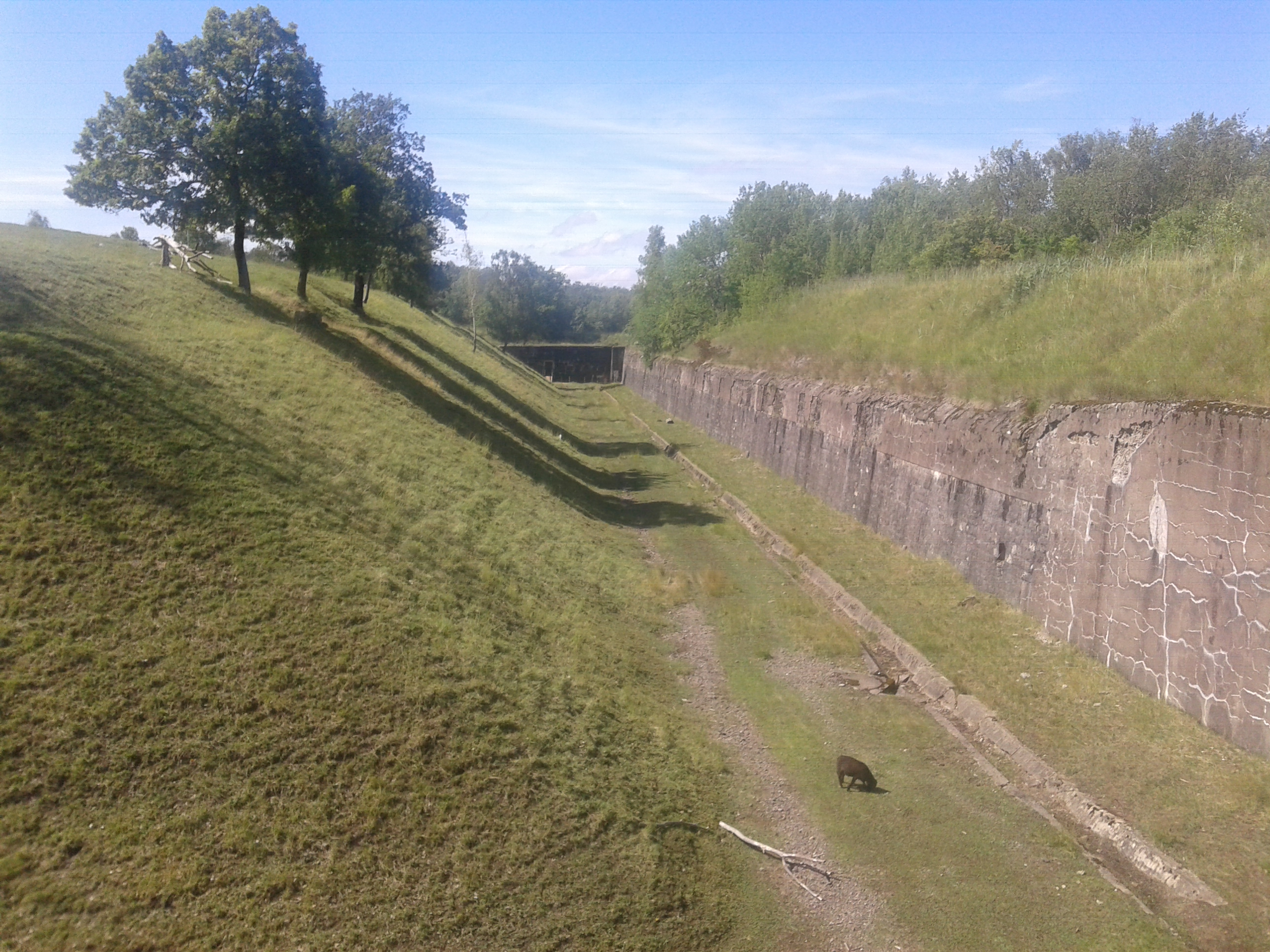
Fossato e muro di controscarpa
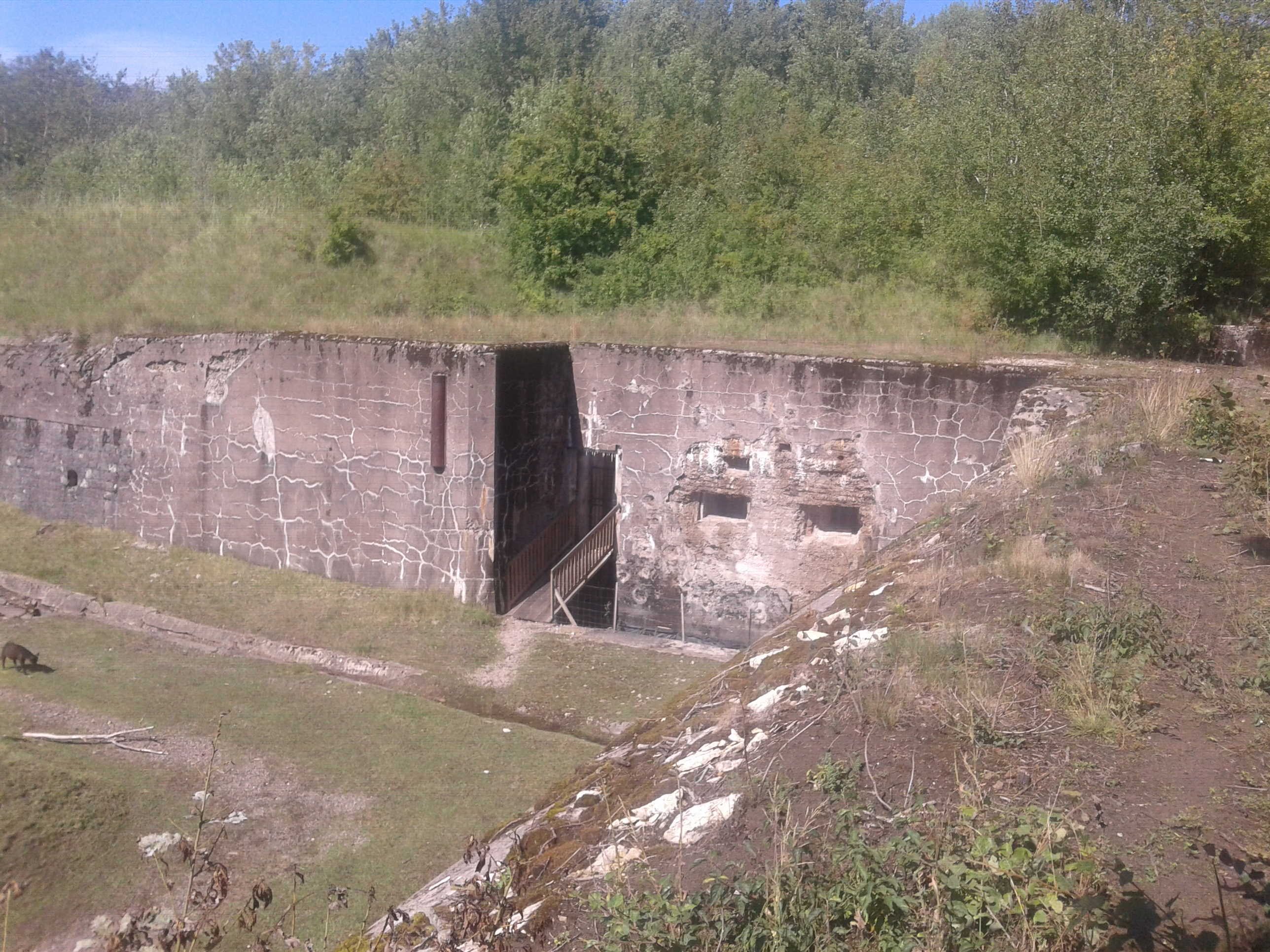
Casamatta
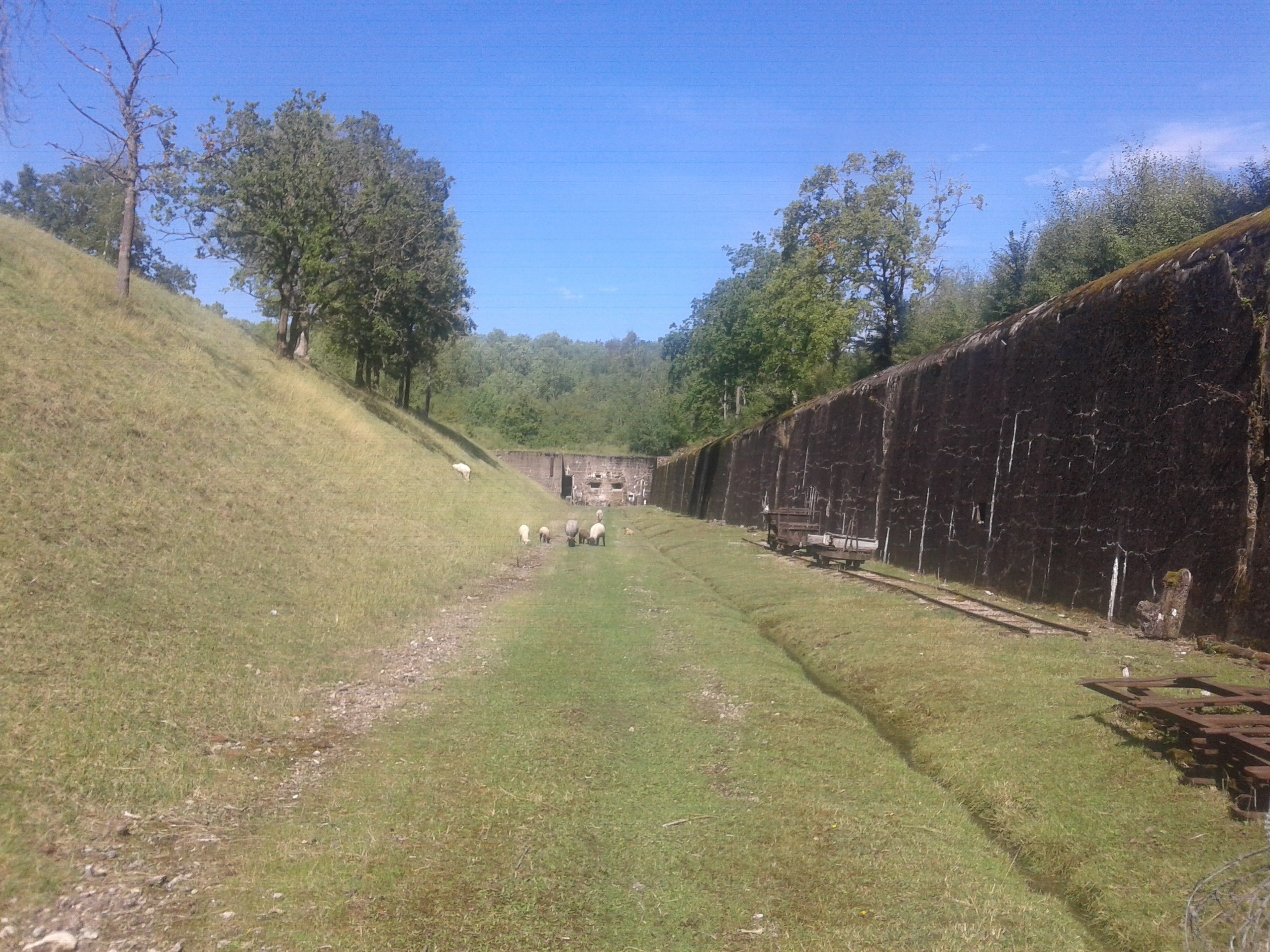
Fossato